# Stéphanie Filion
Pour les articles homonymes, voir Filion.
Stéphanie Filion est une écrivaine québécoise née à Saint-Eustache en 1975.
Elle est titulaire d'une maîtrise en études littéraires de l'Université du Québec à Montréal. En 2009, elle a publié L'Almanach des exils, avec Isabelle Décarie. Elle a fait paraître plusieurs recueils de poésie au Lézard amoureux : L'Orient, Louisiana (2013), Nous les vivants (2015) et Jeanne Forever (2018), Cœur mémoire (2023). En 2017, elle fait paraître son premier roman, Grand fauchage intérieur.
En 2023, elle lance l'oeuvre hypermédiatique AV POESIA, un projet de poésie audiovisuelle combinatoire. 
Aux VIe Jeux de la Francophonie à Beyrouth, elle a représenté le Canada en littérature (nouvelles).

## Honneurs
- 2009 : Mention spéciale du jury au VIe Jeux de la Francophonie (nouvelle), Papeterie ex-libris[4]